# Ivan Andreadis
Ivan Andreadis (3. dubna 1924 Praha – 27. října 1992 Praha) byl československý stolní tenista, sportovní novinář a agent StB s krycím jménem Racek.

## Život
Za svou kariéru získal celkem devět zlatých medailí na mistrovství světa:
- čtyřikrát ve čtyřhře mužů - 1949, 1951, 1955, 1957
- jednou ve smíšené čtyřhře - 1954
- čtyřikrát v soutěži mužských družstev - 1947, 1948, 1950, 1951

Mimo nich získal celou řadu stříbrných a bronzových medailí jak na mistrovství republiky, tak světových šampionátech.
Po ukončení závodní činnosti byl trenérem a žurnalistou.